# Афиногенов, Денис Александрович
Дени́с Алекса́ндрович Афиноге́нов (род. 15 марта 1974, Уфа) — российский хоккеист и тренер, мастер спорта международного класса. Главный тренер женского хоккейного клуба «Белые медведицы».

## Биография
Воспитанник уфимского хоккея, СДЮСШОР «Салават Юлаев». С 1992 по 1997 выступал за «Салават Юлаев». В 1997 году сыграл 9 матчей за сборную России на чемпионате мира, забил 1 гол и отдал 1 голевую передачу. В 2004 году стал чемпионом страны в составе омского «Авангарда». Карьеру закончил в сезоне 2007/08 в нефтекамском «Торосе». Весной 2016 года возглавил женский хоккейный клуб «Агидель» из родной Уфы, стал с ним трёхкратным обладателем Кубка ЖХЛ. После вылета «Агидели» из плей-офф в сезоне 2021/2022 покинул команду, и перешел в клуб «Белые медведицы».